# Liste der Grafen von Lyon und Forez
In der Grafschaft Lyon bzw. der Grafschaft Forez (Forensis pagus) regierten:

## Grafen von Lyon
- Girard de Roussillon
- 870: Boso von Vienne
- 885: Bernard Plantevelue

## Grafen von Lyon und Forez
- [Wilhelm I.], genannt 925 als Vuillelmi comes in einer Urkunde an die Abtei Savigny[1]
- [Wilhelm II.], genannt 944 als Vuilelmi comitis in einer Urkunde an die Abtei Cluny[2]

Die Identifizierung der in den Jahren 925 und 944 genannten Wilhelme als Grafen von Lyon und Forez lässt sich anhand der vorliegenden Urkunden nur vermuten, nicht aber sicher belegen.
- [Artaud I.], angeblicher Bruder von Wilhelm II. und 960 gestorben[3]
- [Gerald I.], angeblicher Sohn von Artaud I. und 990 gestorben[4]

Zu den Grafen Artaud I. und Gerald I. liegen keine zeitgenössischen Überlieferungen vor. Ihre Existenz und ihre vermeintlichen Sterbedaten werden in den Geschichtswerken von Samuel Guichenon (Histoire de la Souverainté de Dombes, 1662) und Auguste Bernard (Histoire de Forez, 1835) aufgestellt, ohne das diese mit zeitgenössischen Belegen untermauert werden. Artaud II. als Großvater Artauds IV. ist der erste als sicher anzunehmende Graf von Lyon und Forez.
- Artaud II. († 999/1000), angeblicher Sohn von Gerald I.
  - Pons von Gévaudan († wohl 1011), ⚭ mit Theotberge, der Witwe von Artaud II.
- Artaud III. († vor 1017), Sohn von Artaud II.
- Gerald II. († nach 1046), dessen Bruder
- Artaud IV. († 1078/79), dessen Sohn
- Wilhelm III. († 1097), dessen Sohn
- Wilhelm IV. († nach 1107), dessen Sohn

### Haus Albon
- 1107–1138: Guigues I., Graf von Lyon und Forez, Sohn von Guigues-Raimund von Forez (Sohn von Guigues II. d’Albon) und Ida-Raimunde (Tochter von Artaud, dem letzten Grafen von Lyon)
- 1138–1198: Guigues II. († 1206), Graf von Lyon und Forez, sein Sohn

## Grafen von Forez
1173 wurde die Grafschaft zwischen dem Grafen und dem Erzbischof von Lyon geteilt: Der Erzbischof erhielt die Stadt und die Täler (die Grafschaft Lyon), der Graf die Berge (die Grafschaft Forez).

Das Wappen der Grafen von Forez aus dem Haus Albon.

### Haus Albon
- 1198–1203: Guigues III., Graf von Forez, sein Sohn
- 1203–1241: Guigues IV. sein Sohn, Graf von Forez, Graf von Nevers, Auxerre und Tonnerre als Ehemann der Mathilde von Courtenay
- 1241–1259: Guigues V., Graf von Forez, sein Sohn
- 1259–1270: Rainald (Renaud), Graf von Forez, sein Bruder
- 1270–vor 1288: Guigues VI., Graf von Forez, sein Sohn
- vor 1288–1333: Johann I., Graf von Forez, sein Sohn
- 1333–1360: Guigues VII., Graf von Forez, sein Sohn
- 1360–1362: Ludwig, Graf von Forez, sein Sohn
- 1362–1373: Johann II., Graf von Forez, sein Bruder
- 1373–1382: Johanna von Bourbon, Mutter Ludwigs und Johanns II.
- 1382–1417: Anna von Auvergne, Enkelin Johannas, Tochter des Berald II. Dauphin von Auvergne, ⚭ Ludwig II. Herzog von Bourbon

### Haus Bourbon
- 1417–1434: Johann I. (* 1381; † 1434), Herzog von Bourbon, Sohn von Ludwig II. und Anna Dauphine d’Auvergne
- 1434–1456: Karl I. (* 1401; † 1456), Herzog von Bourbon
- 1456–1488: Johann II. (* 1426; † 1488), Herzog von Bourbon
- 1488–1503: Peter II. (* 1438; † 1503), Herzog von Bourbon, dessen Bruder
- 1505–1521: Susanne von Bourbon, Tochter Peters II., ⚭ Karl III. (* 1490; † 1527), de iure uxoris Herzog von Bourbon
- 1521–1531: Luise von Savoyen (* 1476; † 1531), Tante Susannes, Herzogin von Bourbon

Nach Luises Tod wurde die Grafschaft 1531 der französischen Krondomäne zugeschlagen.
Die Familiengruft der Grafen befindet sich in der Kirche Saint-Irénée in Lyon.